# Q̃
La Q con virgulilla (Mayúscula: Q̃ minúscula: q̃), es un grafema que se utilizaba en la Edad Media como abreviatura de la palabra que en la escritura del latín o de algunas lenguas romances como el francés, el español o el portugués. Esta es la letra Q diacrítica con virgulilla.

## Uso

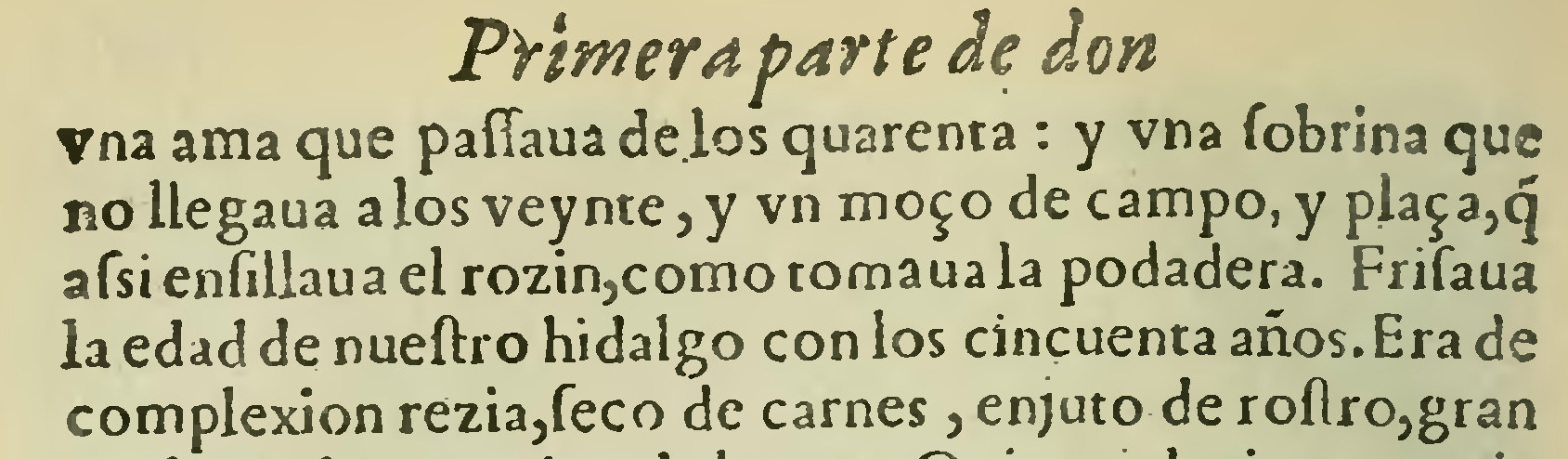
Uso de la q̃ en la edición de 1608 de Don Quijote. Nótese cómo el mismo párrafo contiene tanto la abreviatura q̃ como la palabra que, y el uso de la s larga.

En español, la q̃ fue común hasta los textos impresos hasta el siglo XVII. Luego fue siendo reemplazada paulatinamente junto con la mayoría de las abreviaturas. 
En francés, la q con virgulilla se usaba para la palabra "quand".

## Codificación
La Q con virgulilla se puede representar con los siguientes caracteres en Unicode:
| forma     | representación | Puntos de código | descripción                             |
| --------- | -------------- | ---------------- | --------------------------------------- |
| Mayúscula | Q̃              | U+0051 U+0303    | Letra mayúscula latina q con virgulilla |
| minuscule | q̃              | U+0071 U+0303    | Letra minúscula latina q con virgulilla |